# Timorstruikzanger
De Timorstruikzanger (Urosphena subulata) is een zangvogel uit de familie Cettiidae.

## Verspreiding en leefgebied
Deze soort telt 2 ondersoorten:
- U. s. subulata: Timor.
- U. s. advena: Babar.